# Rewefenacyna
Rewefenacyna (łac. revefenacinum) –  wielofunkcyjny organiczny związek chemiczny z grupy  inhibitorów receptorów muskarynowych (M1–M5), długodziałający wziewny lek rozszerzający oskrzela w przewlekłej obturacyjnej chorobie płuc.

## Mechanizm działania
Rewefenacyna jest długo działającym antagonistą receptorów muskarynowych (M1–M5). Efekt kliniczny wywiera poprzez wiązanie ze znajdującymi się mięśniówce gładkiej oskrzeli receptorami muskarynowymi M3 przez co hamuje cholinergiczne (zwężające oskrzela) działanie acetylocholiny wydzielanej na zakończeniach nerwów przywspółczulnych.

## Zastosowanie
- podtrzymujące leczenie u pacjentów z przewlekłą obturacyjną chorobą płuc[4]

Rewefenacyna nie jest dopuszczona do obrotu w Polsce (2020).

## Działania niepożądane
Rewefenacyna może powodować następujące działania niepożądane u ponad 2% pacjentów: ból głowy, ból pleców, kaszel, przeziębienie, zakażenia górnych dróg oddechowych.

## Dawkowanie
Lek jest podawany raz dziennie w nebulizacji.